# Vítězslav Gardavský
Vítězslav Gardavský (24. října 1923 Zábřeh – 7. března 1978 Prosetín) byl spisovatel, filozof, dramatik a básník.

## Život
Narodil se 24. října 1923 v Zábřehu u Ostravy. Jeho otec i matka byli učitelé. V roce 1934 nastoupil ke studiu na Arcibiskupském gymnáziu v Kroměříži. Byl již tehdy na svůj věk velmi talentovaný, jeho zálibou byla poezie, divadlo, film.
Když v roce 1942 odmaturoval z latiny, řečtiny, němčiny a dalších disciplín a tím ukončil studium na gymnáziu, byl nasazen na nucené práce ve Vídni a v Lipsku. V tamějších továrnách pracoval do jara 1945.
Po návratu se rozhodl pokračovat ve studiu. V letech 1945 - 1949 studoval na Karlově univerzitě češtinu a filozofii. Poté nastoupil ke krátké učitelské praxi na gymnáziích v Praze a Novém Bydžově. V dalších letech působil jako voják v hodnosti nadporučíka v Moravské Třebové a zároveň učil na zdejším vojenském gymnáziu. V roce 1951 se zde oženil (manželka Jindra) a ještě téhož roku se mladé rodině narodila dcera Dagmar. Roku 1953 byl pan Gardavský přeložen na Vojenskou akademii v Brně, kde se stává asistentem na katedře mezinárodních vztahů.
O dva roky později přešel na nově založenou fakultu filozofie. Začal se aktivně věnovat studiu filozofie a dějin.
V roce 1956 se narodila druhá dcera Alice. Ovšem co se kariéry týče, přichází v letech 1958–1960 nepříjemnosti ze strany politické. Vítězslav je podroben stranickému řízení pro preferování odborných hledisek před politickými. Za trest byl v roce 1959 přeložen k pluku do Znojma. Na katedru se vrátil o rok později a to jen díky tomu, že připravil malý divadelní soubor k vítězství v celonárodní soutěži. V těchto letech se zase panu Gardavskému začíná dařit. V roce 1963 se mu podařilo obhájit kandidátskou práci „Katolicismus a Německo“ a stává se kandidátem filozofických věd. Hned nato začal pracovat na spisu Fenomén Německo, jež byl později přijat a schválen vědeckou radou filozofické fakulty brněnské univerzity. V roce 1968 byl na základě tohoto spisu jmenován docentem pro obor filozofie. Už v roce 1965 začal p. Gardavský psát knihu „Bůh není zcela mrtev“. Tato kniha byla poprvé vydána v roce 1967. V krátké době následovalo dalších sedm vydání tohoto díla v Německu (7krát), ve Velké Británii, ve Španělsku, Nizozemsku, Švédsku a dokonce i v Japonsku. V tomto roce absolvoval p. Gardavský i přednáškové turné a další zahraniční cesty. Turné bylo tentokrát v rámci NSR a obsahovalo řadu filozofických přednášek. Podobné turné uskutečnil i o 2 roky později, tehdy cestoval v USA a přednášel na známých universitách (New York, Chicago, Dallas, San Francisco…) Jeho poslední zahraniční cesta pak v roce 1969 vedla do NSR a Anglie. V roce 1967 dokončil také další dílo – „Naděje ze skepse“, byl dokonce přijat do Svazu spisovatelů. 7. dubna 1968 byla premiéra Gardavského hry „Já, Jákob“ v Státním divadle v Brně. Práci na této hře zahájil její autor již v roce 1966. Hra s Václavem Postráneckým v hlavní roli byla režírována panem Aloisem Hajdou a získala cenu Divadelních novin i mezinárodní ohlas. Jedna z jejích repríz dokonce proběhla v červnu stejného roku v Praze v Divadle na Vinohradech.
Za své názory, přednášky a filozofii, které se nelíbily režimu, musel pykat. V listopadu 1970 byl vyloučen z KSČ, důsledek toho byla i jeho výpověď na JAMU, propuštění z VAAZ a armády. Mohl vykonávat pouze manuální práci. Dlouhých sedm měsíců hledání práce vyplnil rekonstrukcí své chalupy v Prosetíně. Získání práce ve firmě Geotest Brno poté považoval za velký úspěch. Stal se z něj dělník, pracující u čerpadla a bydlící v maringotce. I přesto však pokračuje v studiu a psaní dalších děl – překládá i sám tvoří. Překlad a úprava divadelní hry Friedricha Schillera Parazit je dokončen v roce 1971, jeho vlastní divadelní hra „Legenda o Františkovi a Kláře“ je hotova v roce 1973, stejně jako rozhlasové monology „Krev-krev-dějiny“ a kniha „Milá paní kolegyně“. Ve stejném roce také autor zahajuje psaní filozofického díla o starozákonním proroku Jeremiášovi – „Anděl na hrotu meče“, které je dokončeno o dva roky později.
Z firmy Geotest Brno odchází p. Gardavský po dvou letech, stěhuje se již natrvalo do Prosetína, kde má již zrekonstruovanou chalupu číslo 56. Zde si našel práci v místním JZD. Z vojáka, profesora a nakonec dělníka se tedy nakonec stává řidič a skladník. Jeho úkolem byl nákup materiálu, nástrojů, evidence a distribuce v prosetínském skladě. Aby předešel poznámkám ze strany jiných družstevníků, dal se dokonce do četby zemědělských příruček a studia místního nářečí. Stále také překládá divadelní hry i poezii.
Ani ústup pana Gardavského do ústraní, ztráta práce a odstěhování na Vysočinu však jeho odpůrcům nestačí, možná protože je to stále činný autor. Právě proto je v roce 1978 zahájeno vyšetřování státní bezpečností. Gardavský měl být soudně stíhán a veřejná bezpečnost měla připravit návrh na toto stíhání. 7. března 1978 pan Gardavský umírá.
Ve věci jeho smrti se všechny zdroje neshodují. Internetové zdroje uvádějí datum 6. nebo 7. března. Co se týče příčiny úmrtí, oficiální verze zní: přirozená smrt. Veřejně známé příčiny jsou fyzické a psychické vyčerpání. Fyzické lze vysvětlit tak, že profesor, který celý život učil, nebyl zvyklý na náročnou fyzickou práci. K fyzickému vyčerpání pravděpodobně přispělo i stálé cestování mezi Brnem a Prosetínem. Za psychické vyčerpání může stíhání ze strany státu, neustálý strach o život, svobodu, peníze, práci a rodinu. Jeho tělo bylo pochováno na Ústředním hřbitově v Brně, nedávno však byly jeho ostatky přemístěny na hřbitov v Ivančicích.

## Dílo
Vítězslav Gardavský je autorem mnoha děl. Zde jsou sepsány jeho vydané i některé nevydané knihy (u nich není uvedeno nakladatelství). Samozřejmě napsal také velké množství odborných článků, drobných básní apod., jež nelze zaznamenat. Jeho díla jsou rozdělena do kategorií filozofie, poezie, drama a próza. Pokud bychom je chtěli zahrnout do společné třídy, byla by to filozofická literatura, jejíž prvky se vyskytují ve všech dílech.
Bibliografie
Filosofie, politika
- Bůh a nevěřící svět, Socialistická akademie, 1967
- Bůh není zcela mrtev, Československý spisovatel, 1967
- Fenomén Německo, Svoboda, 1967
- Naděje ze skepse, Svoboda, 1969
- Anděl na hrotu meče, 1975

Poesie
- Vrchovatě – sbírka básní, 1974
- Putovní kabinet poezie, 1976
- Přibližně tečna – sbírka básní, 1977

Drama
- Já, Jákob, Dilia, 1969
- Legenda o Františkovi a Kláře, 1973

Próza
- Milá paní kolegyně, 1973
- Ideální dívka z konce mocnářství, 1975

Překlady
- Friedrich Schiller: Parazit, 1971
- Peter Weiss: Hölderlin, 1972

Učebnice
- Marxistická filosofie: Věda, dějiny, člověk, VAAZ, 1966
- Marxistická filosofie: Antikomunismus, křesťanství, evropská myšlenka, VAAZ, 1967
- Filosofie na večerní universitě, Hlavní politická správa Čs. Lidové armády, 1968
- Informatorium marxistické filosofie, VAAZ, 1969

Ostatní
- Krev, krev, dějiny (rozhlasové monology), 1973
- Chceme míru plnou míru (píseň); hudba J. Procházka, Mladá fronta, 1960